# Onosma hookeri
Onosma hookeri är en strävbladig växtart som beskrevs av Charles Baron Clarke. Onosma hookeri ingår i släktet Onosma och familjen strävbladiga växter.

## Underarter
Arten delas in i följande underarter:
- O. h. hirsutum
- O. h. longiflorum